# Chaneins
Chaneins ist eine französische Gemeinde mit 1.041 Einwohnern (Stand: 1. Januar 2022) im Département Ain in der Region Auvergne-Rhône-Alpes. Sie gehört zum Arrondissement Bourg-en-Bresse und zum Kanton Villars-les-Dombes. Die Einwohner werden Chaneinois genannt.

## Geografie
Chaneins liegt etwa 37 Kilometer nördlich von Lyon am Westrand der seenreichen Landschaft Dombes, 14 Kilometer nordöstlich von Villefranche-sur-Saône. Umgeben wird Chaneins von den Nachbargemeinden Valeins im Norden, Baneins im Nordosten, Saint-Trivier-sur-Moignans im Osten und Süden, Francheleins im Süden und Südwesten, Montceaux im Westen sowie Peyzieux-sur-Saône im Nordwesten. Durch das Gemeindegebiet von Chaneins führt die Hochgeschwindigkeits-Bahnstrecke LGV Sud-Est.

## Bevölkerungsentwicklung
| Jahr                       | 1962 | 1968 | 1975 | 1982 | 1990 | 1999 | 2011 | 2020 |
| Einwohner                  | 370  | 411  | 376  | 420  | 478  | 560  | 810  | 965  |
| Quellen: Cassini und INSEE |      |      |      |      |      |      |      |      |

## Sehenswürdigkeiten

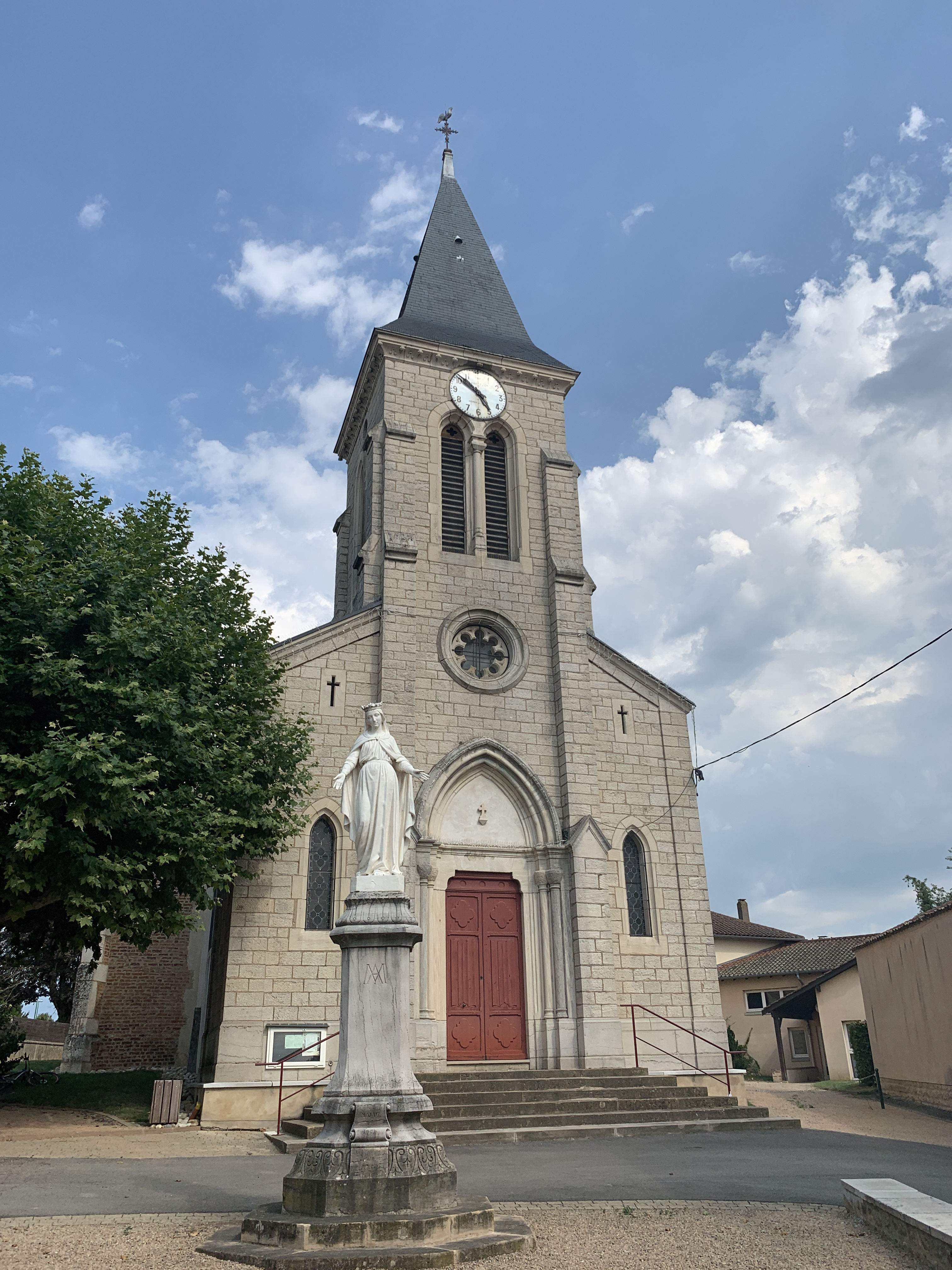
Kirche Notre-Dame-en-Dombes
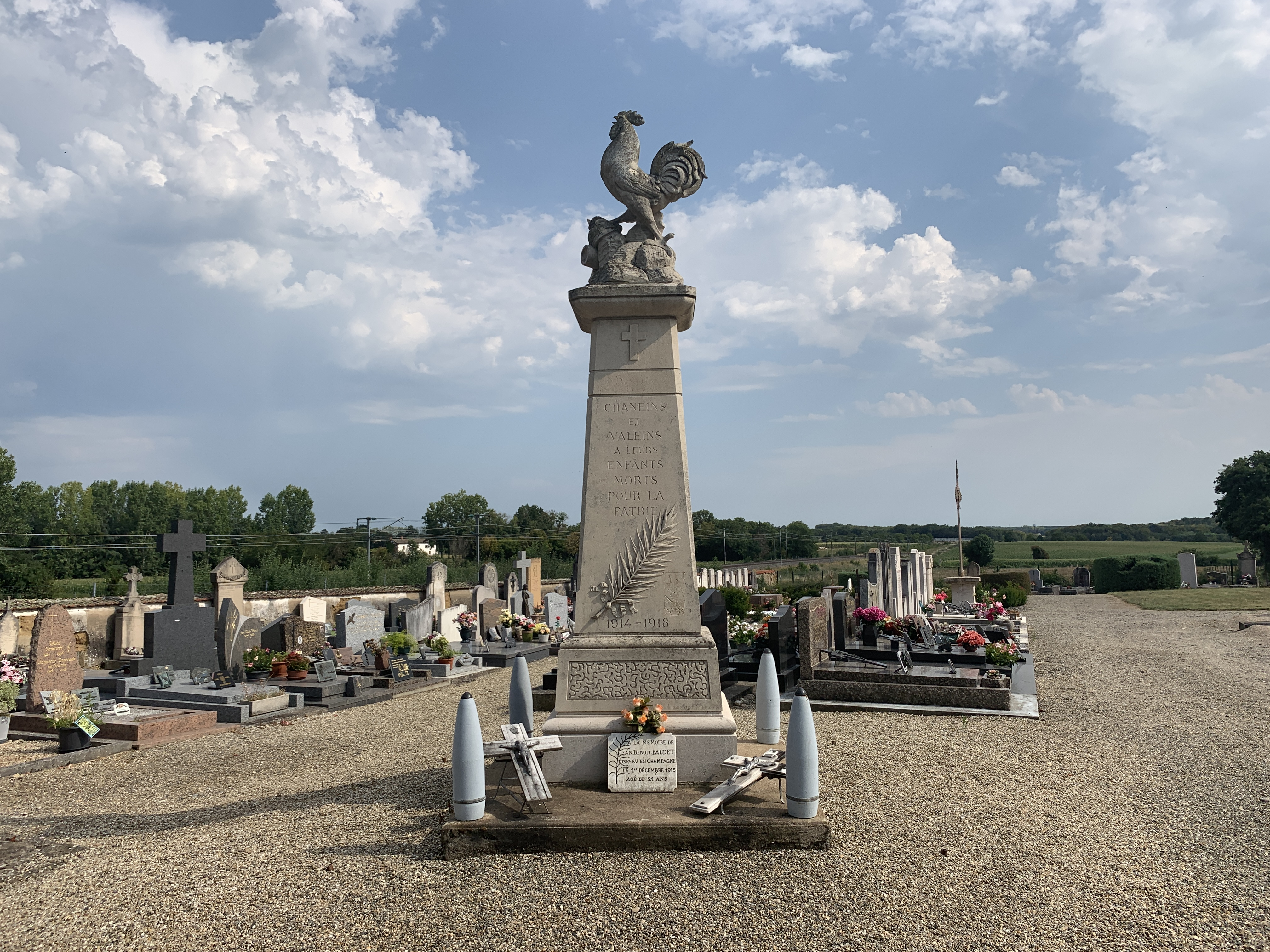
Gefallenendenkmal
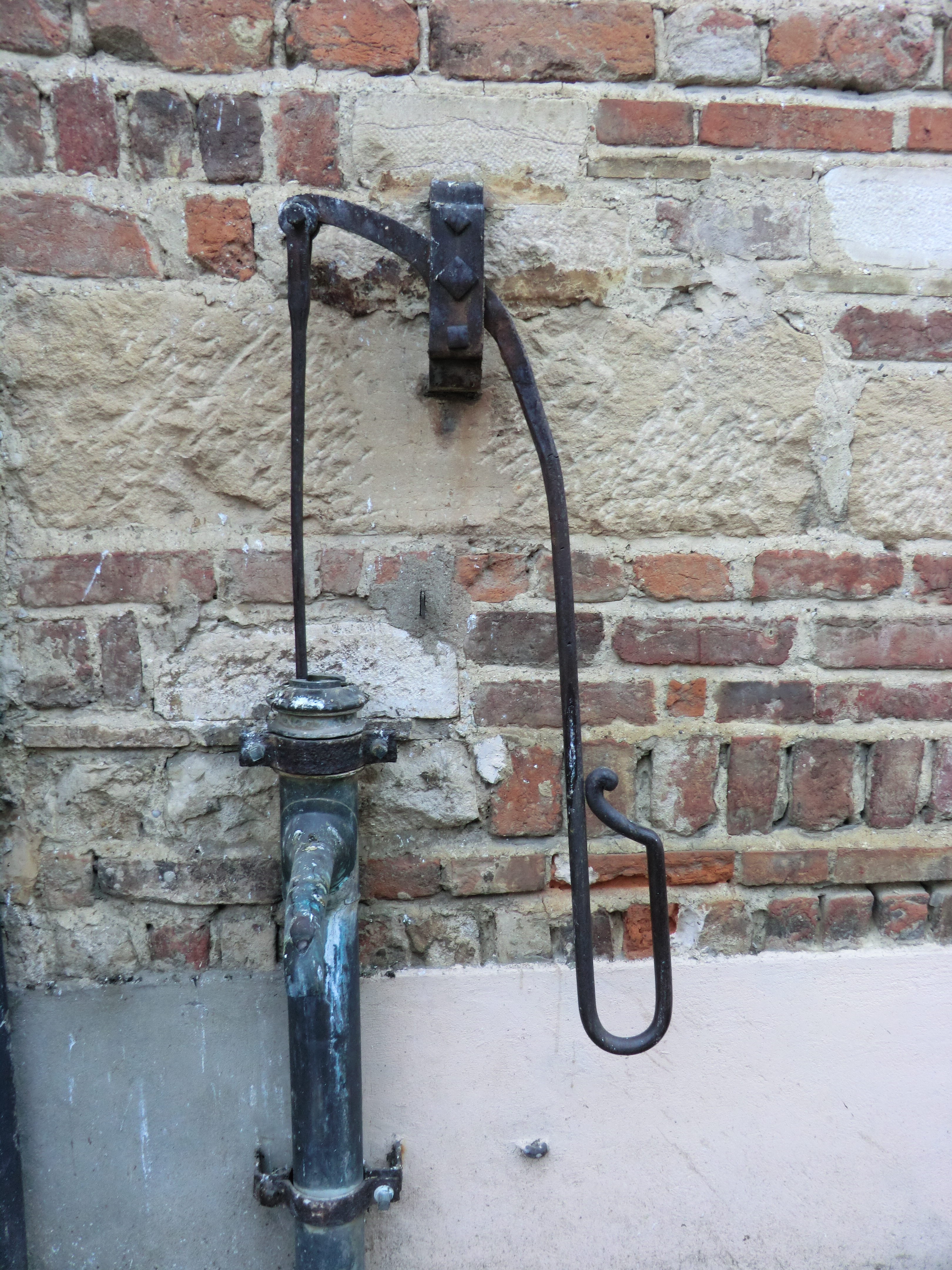
Alte Wasserpumpe

- Kapelle Saint-Antoine
- Burg Chaillouvres aus dem 12. Jahrhundert

- Kirche
Notre-Dame-en-Dombes
- Gefallenendenkmal
- Alte Wasserpumpe